# Guy-René Doumayrou
Guy-René Doumayrou (né le 19 septembre 1925 à Béziers et mort le 16 novembre 2011 à Narbonne) est un surréaliste, essayiste, écrivain, architecte français spécialiste de l'architecture sacrée ayant également exploré le thème de la géométrie sacrée.

## Biographie
Il s'est rattaché au courant du surréalisme. Il a entre autres participé au Libertaire du 12 octobre 1951 sur le thème « surréalisme et anarchisme », collaboré à la revue L'Âge du cinéma, numéros spécial surréaliste de 1951 et publié un billet surréaliste dans le Libertaire n° 307 du 21 mars 1952.
Il a aussi participé à l'exposition surréaliste de 1959 intitulée E.R.O.S. à la galerie Cordier à Paris, où il exposa une maquette pour une vaste composition architecturale qu'il intitule Le Jardin des émerveillements ou Le Val d'amour.

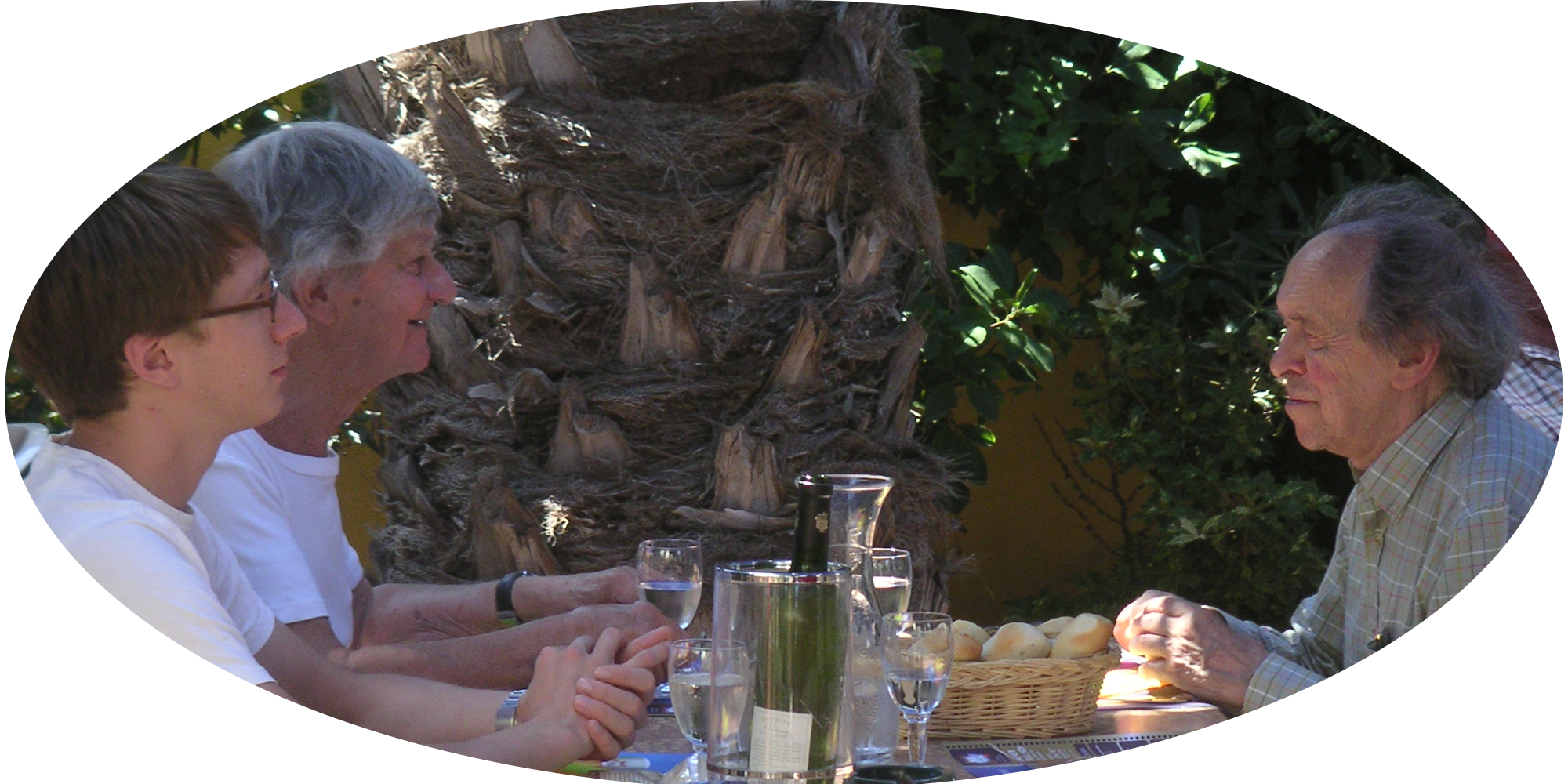
Avec Bernard et Benjamin Roger à Port-la-Nouvelle le 7 août 2009

## Théories
Selon Doumayrou, qui a analysé l'héraldique du pays toulousain, un zodiaque se trouve figuré et centré sur Toulouse et matérialisé dans l'espace par les différentes agglomérations.

## Œuvres
- Géographie sidérale,10/18, N°1071, Union Générale d'Éditions, 1975,  (ISBN 2-264-00088-0); Arma Artis, 2006,  (ISBN 9782879130323)
- Cinq paradigmes de la Géométrie Sacrée et leur signature monumentale, Arma Artis, 1997  (ISBN 9782879130583)
- Évocations de l'esprit des lieux : Les jalons d'un espace - temps poétique autour du Languedoc, Béziers, Centre international de documentation occitane, 1987   (ISBN 9782901191285)
- Essai sur la géographie sidérale des pays d'Oc et d'ailleurs, Paris, Union générale d'éditions, 1976  (ISBN 9782264000880)
- "Abrégé de symbolisme pratique", sous-titre: "évocation de l'esprit des lieux".  Cet ouvrage inédit comporte près de 400 pages et de très nombreuses illustrations de l'auteur. Il en avait fait tirer des exemplaires (tapés à la machine) pour quelques amis, avec pour nom et date "d'édition" Lunate septimaniae 1985 (communication de Bernard Roger)[5].
- L'île porcelaine - Conte fragile, un texte dense et bref[6].
- Œuvre picturale: Triptyque ferméTriptyque fermé, Triptyque ouvertTriptyque ouvert